# Freyr Alexandersson
Freyr Alexandersson (Reykjavik, 18 november 1982) is een IJslands voetbalcoach en voormalig voetballer.

## Carrière
Alexandersson was als voetballer actief bij Leiknir Reykjavík en KB. Nog tijdens zijn voetballerscarrière begon hij aan zijn trainerscarrière: Alexandersson coachte het meisjesjeugdteam van Leiknir en begon in 2006 als jeugdcoach bij de meisjes van Valur Reykjavík. In 2007 werd Alexandersson samen met Elísabet Gunnarsdóttir trainer van het vrouwenelftal van Valur, waar hij eerder ook al actief was geweest als assistent-coach en als trainer van het tweede elftal van de club op het vierde niveau. Samen werden ze landskampioen en haalden ze de finale van de Beker van IJsland. Toen Gunnarsdóttir in het najaar van 2008 vertrok bij Valur, bleef Alexandersson aan boord als enige hoofdtrainer. In 2009 en 2010 won Alexandersson de dubbel met de dames van Valur. Na zijn tijd bij de dames van Valur was hij ook nog twee jaar assistent bij het mannenteam.
In 2013 werd Alexandersson samen met Davíd Snorri Jónasson coach van zijn ex-ploeg Leiknir Reykjavík. Na een zevende plaats in het seizoen 2013 slaagden Alexandersson en Jónasson er in 2014 in om Leiknir voor het eerst in de clubgeschiedenis naar het hoogste niveau te loodsen. In het seizoen 2015 degradeerde Leiknir onder leiding van Alexandersson en Jónasson weer naar de 1. deild karla. Beide coaches namen hierop afscheid van de club.
Toen Alexandersson vertrok bij Leiknir Reykjavik, was hij ook al even bondscoach van het IJslands vrouwenvoetbalelftal. Onder zijn leiding plaatste IJsland zich in oktober 2016 voor zijn derde EK op rij. Op het EK 2017 in Nederland slaagde Alexandersson er niet in om het succes van zijn voorganger Sigurður Ragnar Eyjólfsson, die in 2013 de kwartfinale haalde, te evenaren: IJsland verloor in Nederland alle drie zijn wedstrijden. Toen IJsland de kwalificatie voor het WK 2019 in Frankrijk misliep, nam Alexandersson afscheid van de nationale vrouwenploeg. Hij bleef wel voor de KSÍ werken, want kort voor zijn ontslag bij de IJslandse damesploeg was Alexandersson al aangesteld als assistent-bondscoach bij de mannenploeg. Alexandersson kende de mannenploeg al goed, want daarvoor was hij ook al werkzaam al scout voor de nationale mannen, onder andere tijdens het WK 2018. Onder leiding van bondscoach Erik Hamrén slaagde IJsland er niet in om zich te plaatsen voor het EK 2020.
In oktober 2020 ging Alexandersson als assistent-trainer aan de slag bij Al-Arabi, waar zijn landgenoot Heimir Hallgrímsson sinds eind 2018 hoofdtrainer was. In juni 2021 ging hij weer aan de slag als hoofdtrainer bij de Deense tweedeklasser Lyngby BK. In zijn debuutseizoen eindigde hij tweede in de reguliere competitie, op acht punten van FC Helsingør. Na een 20 op 30 in de play-offs eindigde Lyngby op één punt van de uiteindelijke kampioen, AC Horsens. Dit was genoeg voor promotie naar de 1. division, een jaar nadat Lyngby was gezakt. Op het hoogste niveau deed Alexandersson het aanvankelijk niet goed met Lyngby: pas op de zeventiende competitiespeeldag boekte de club zijn eerste zege van het seizoen. Lyngby sloot de reguliere competitie af met een povere 16 op 66, enkel Aalborg BK (15 op 66) deed slechter. De helft van die zestien punten behaalde Lyngby in de laatste vijf wedstrijden van de reguliere competitie. In de play-downs sprong Lyngby dankzij een 12 op 30 nog over AC Horsens. De beslissing viel op 3 juni 2023, uitgerekend na een 0-0-gelijkspel tegen beide teams. In het seizoen 2023/24 ging het Lyngby beter voor de wind: na veertien speeldagen had de club het seizoenstotaal van vorig seizoen qua punten al geëvenaard, en in de Deense voetbalbeker sneuvelde de club pas in de kwartfinale.
In januari 2024 stapte Alexandersson over van Lyngby naar de Belgische eersteklasser KV Kortrijk. Kortrijk was de jaarwisseling ingegaan op de laatste plaats, met vijf punten minder dan de voorlaatste (KAS Eupen en op elf punten van een veilige plek buiten de Relegation Play-offs. Alexandersson begon zijn ambtstermijn bij Kortrijk met een 0-1-zege bij Standard Luik. Bij uitbreiding begon Alexandersson met 8 op 12: na de zege in Standard sprokkelde Kortrijk punten tegen OH Leuven (0-0-gelijkspel), Club Brugge (3-3-gelijkspel) en Sporting Charleroi (1-0-zege). Van zijn laatste zes wedstrijden in de reguliere competitie verloor Kortrijk er vier, maar de hekkensluiter boekte wel een belangrijke zege tegen degradatieconcurrent RWDM en versloeg op de slotspeeldag ook RSC Anderlecht, waardoor de Kortrijkzanen op de slotspeeldag van de reguliere competitie nog over RWDM sprongen in het klassement. Kortrijk begon met 1 op 9 aan de Relegation Play-offs en zou bij een nederlaag op de vierde speeldag zeker geweest zijn van degradatie naar Eerste klasse B, maar Kortrijk won met 0-1 bij RWDM en wist via de barragewedstrijden tegen tweedeklasser Lommel SK zelfs het behoud in de Jupiler Pro League af te dwingen.
Alexandersson begon het seizoen 2024/25 als trainer van KV Kortrijk, maar in december 2024 werd hij aan de deur gezet wegens teleurstellende resultaten. Nog geen maand later vond de IJslander met SK Brann een nieuwe club.